# Most im. Bronisława Malinowskiego w Grudziądzu
Most im. Bronisława Malinowskiego – najdłuższy most drogowo-kolejowy w Polsce, położony w Grudziądzu na dolnej Wiśle. Znajduje się około 7 km na północ od mostu autostradowego pod Grudziądzem i 34 km na południe od kolejnego mostu pod Kwidzynem.
Jest to most stalowy, kratownicowy, składający się z 11 przęseł o rozpiętościach 100 m.
Most wprowadza cały ruch tranzytowy na osi wschód-zachód do śródmieścia Grudziądza. Odciążenie i odblokowanie miasta nastąpiło po ukończeniu trasy średnicowej, która w prosty sposób połączona jest niemal bezpośrednio z mostem.

## Historia

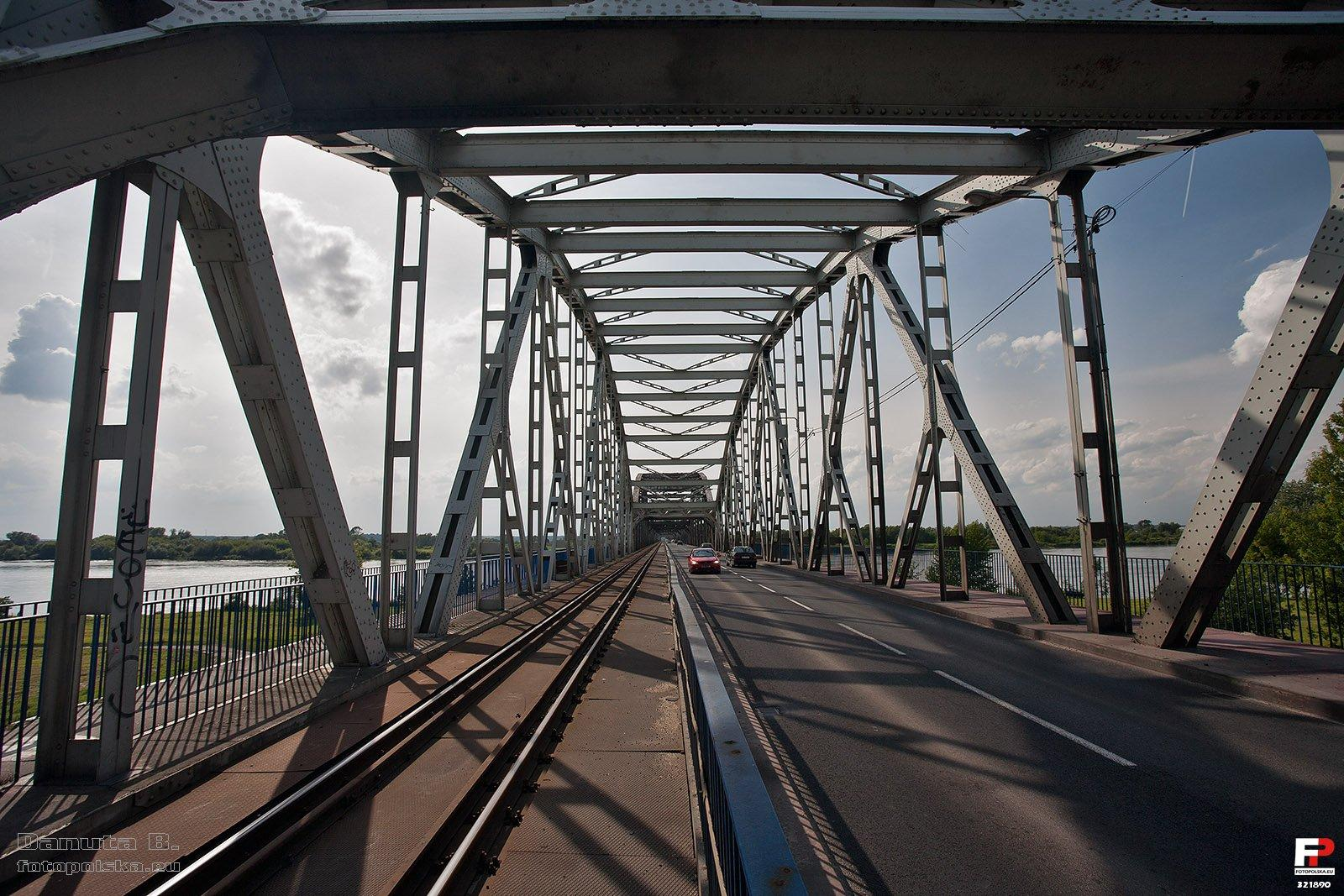
Układ drogowy mostu

Most został zbudowany podczas trwania zaboru pruskiego, w latach 1876–1879, w ciągu linii kolejowej Laskowice Pomorskie – Grudziądz (linia kolejowa nr 208) i dzisiejszej drogi krajowej nr 16. Po I wojnie światowej, kiedy Grudziądz znalazł się w granicach Polski, powstał pomysł rozebrania mostu i przeniesienia go w inne miejsce. Sprzeciwili się temu posłowie z Chrześcijańsko-Narodowego Klubu Robotniczego, a wśród nich m.in.: Nowicki i ks. dr Władysław Chrzanowski, którzy udowadniali, że koszt ewentualnej rozbiórki, transportu i ponownego montażu jest zbyt duży i niemal porównywalny z budową nowego mostu, podczas gdy prawobrzeżna część Powiśla zostałaby pozbawiona połączenia komunikacyjnego, ważnego dla odrodzonej Rzeczypospolitej. Argumentacja okazała się skuteczna i most pozostał w Grudziądzu. Podczas działań wojennych II wojny światowej most został dwukrotnie zniszczony: w 1939 przez Wojsko Polskie i w 1945 przez Wehrmacht. Most odbudowano w latach 1947–1951 wg projektu prof. zw. dr hab. inż. Franciszka Szelągowskiego.
Most nosi imię sportowca i mistrza olimpijskiego Bronisława Malinowskiego, który 27 września 1981 zginął w wypadku drogowym na tym moście.
W 2011 w pobliżu Grudziądza, na południe od niego, oddano do użytku most drogowy przez Wisłę w ciągu autostrady A1.